# Tetraponera demens
Tetraponera demens é uma espécie de formiga do gênero Tetraponera, pertencente à subfamília Pseudomyrmecinae.